# Brasiella argentata
Brasiella (Brasiella) argentata – gatunek chrząszcza z rodziny biegaczowatych i podrodziny trzyszczowatych.

## Taksonomia
Gatunek opisany został w 1808 roku przez Johana Christiana Fabriciusa jako Cicindela argentata. W podrodzaju Cicindela (Brasiella) umieszczony został przez Emile'a Rivaliera. B. argentata wraz z B. pretiosa, B. venustula i B. obscurella należy do grupy argentata-species group, gdzie stanowi grupę siostrzaną dla pozostałych gatunków.

## Opis
Ciało mierzy od 6 do 8 mm długości. Głowa łysa, z wyjątkiem szczecinek nadocznych. Głowa i przedplecze matowe, miedzisto-brązowe. Labrum wyraźnie trójzębne. Pokrywy matowe, miedzisto-brązowe do czarnych, czasem z zielonym połyskiem. Na każdej pokrywie plama barkowa, wyraźna plama podbarkowa, kompletna przepaska brzegowa, plama przedwierzchołkowa i wierzchołkowa lunula. Spód ciała i boki głowy z niebieskimi, zielonymi i miedzianymi refleksami. Episternity przedtułowia i śródtułowia rzadko, a zatułowia gęściej oszczecinione. 
Samice mają na V sternum odwłoka mały placyk pozbawiony pigmentacji, zbliżony kształtem do dzwonu, a VIII sternum z głębokim V-kształtnym obrzeżeniem. Gonapofizy drogorzędowe szerokie, o części środkowej prawie tak długiej jak boczna. Wewnętrzne ścianki ich torebki kopulacyjnej słabo zesklerotyzowane.

## Ekologia i fenologia
Dorosłe aktywne są od grudnia do kwietnia. Zasiedlają wilgotne, trawiaste tereny otwarte. Okazjonalnie są spotykane wzdłuż piaszczystych brzegów rzek, jednak zwykle w pobliżu kęp traw.

## Rozprzestrzenienie
Chrząszcz ten zamieszkuje krainę neotropikalną. Wykazany został z Argentyny, Paragwaju, Urugwaju, Peru, Boliwii, Brazylii, Kolumbii, Ekwadoru, Wenezueli, Gujany, Gujany Francuskiej, Panamy oraz Antyli, w tym Barbadosu i Saint Lucia.

## Systematyka
Wyróżnia się podgatunki:
- Brasiella argentata argentata (Fabricius, 1801)[1]
- Brasiella argentata pallipes (Fleutiaux and Sallé, 1889)[4]